# رقص یهودی

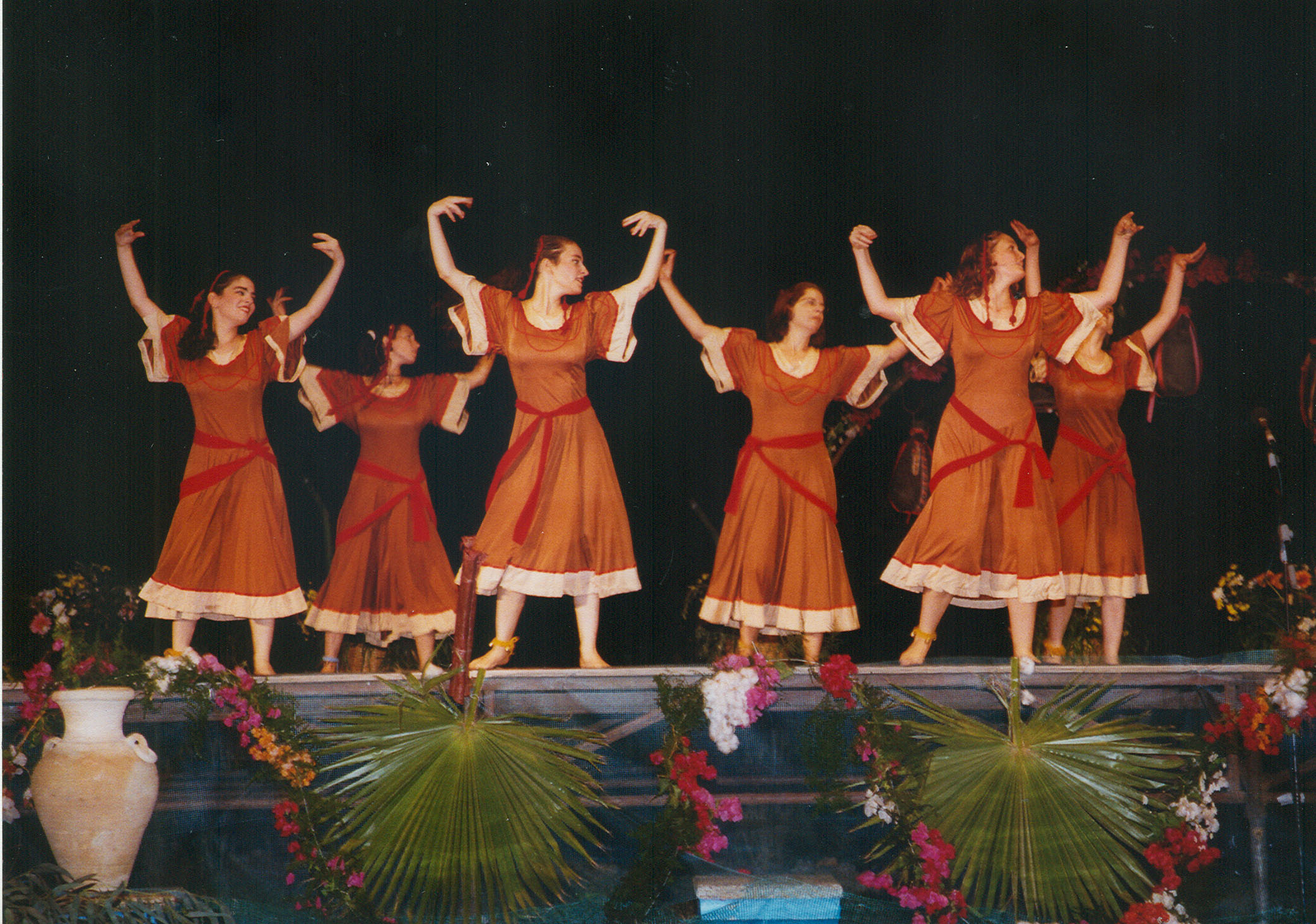
جشنواره آب در کیبوتز رامات یوهانان

پایکوبی یا رقص یهودی به پایکوبی‌های مرتبط با یهودیان و یهودیت اشاره دارد. دیرزمانی است که یهودیان از پایکوبی به عنوان وسیله ای برای نشان دادن شادی و دیگر احساسات مشترک استفاده می‌کنند. رقص برای آنان یک سرگرمی دوست‌داشتنی بوده و در برگزاری آیین‌های دینی کارکرد داشته‌است.
رقص‌های در پیوند با آیین‌های اشکنازی و سفاردی، به ویژه پایکوبی‌های عروسی‌های یهودی، بخش جدایی‌ناپذیر از زندگی یهودیان در آمریکا و سراسر جهان است. پایکوبی‌های مردمی در پیوند با صهیونیسم و پی‌ریزی دولت اسرائیل در دهه ۱۹۵۰ رواج یافت.

## پایکوبی به سبک حسیدی
در میان یهودیان اشکنازی پایکوبی با موسیقی کلزمر بخشی جدایی ناپذیر از مراسم ازدواج در اشتتل بود. رقص یهودی تحت تأثیر آیین‌های بومی پایکوبی نایهودی قرار داشت، اما تفاوتهای آشکاری وجود داشت که بیشتر در حرکات دست و بازو، یا کارهای پیچیده‌تر مردان جوان نمود داشت. جامعه دینی در مورد پایکوبی‌های مختلط محافظه‌کار است و انجمن‌های جداگانه ای را برای زنان و مردان دیکته می‌کند.
در یهودیت حسیدی، پایکوبی وسیله‌ای برای نشان دادن شادی است و اعتقاد بر این است که اثر درمانی دارد: به این معنا که روح را پاک می‌کند، شادی روحی را نیرومند می‌سازد و مردم را یکپارچه می‌کند.

### هورا
هورا یک رقص دایره ای یهودی است که بیشتر با موسیقی هاوا ناگیلا رقصیده می‌شود. به‌طور آیینی در عروسی‌های یهودیان و دیگر مناسبت‌های شادی در میان یهودیان رقصیده می‌شود. هورا توسط رقصنده یهودی رومانیایی، باروچ آگاداتی، در اسرائیل شناسانده شد.

### گام یمنی (Tza'ad Temani)
گام یمنی (Tza'ad Temani) گونه‌ای پایکوبی است که بر پایه پرش انجام می‌شود. گام یمنی نمونه این پایکوبی است. گام یمنی بیشتر در رقص‌های همگانی در عروسی‌ها و جشن‌های یهودیان انجام می‌شود. تئاتر رقص اینبال در گام یمنی در اسرائیل سررشته دارد.

## باله
به گفته پل جانسون، در روسیه و فرانسه، باله روس «در درجه اول یک سرگرمی یهودی بود.» در ایالات متحده، پایکوبان و نویسندگان پایکوبی یهودی چهره‌های شاخص دنیای رقص بوده‌اند که از جمله آنها جروم رابینز، آنا سوکولف، مایکل بنت، مایکل کید، رون فیلد، آرتور موری، هلن تامیریس و پرل لنگ است. لینکلن کیرشتاین یکی از بنیانگذاران «مدرسه باله آمریکایی»، «باله آمریکایی» و «باله شهر نیویورک» بود.

## پایکوبی نوین
یکی از پیشگامان پایکوبی نوین در اسرائیل گرترود کراوس بود که در سال ۱۹۳۵ به فلسطین بریتانیایی مهاجرت کرد و یک شرکت رقص نوین وابسته به اپرای محلی تل آویو بنیان نهاد. در سال ۱۹۵۰–۱۹۵۱، او تئاتر باله اسرائیل را پی ریخت و سرپرست هنری آن شد. رقص امروزی اسرائیل از رقص بومی اسرائیل و آیین‌های اروپایی اثر گرفته‌است. از شرکت‌های پایکوبی می‌توان به شرکت رقص معاصر Kibbutz، تئاتر پایکوبی Inbal، شرکت رقص Bat-Dor و شرکت پایکوبی Batsheva اشاره کرد.

## فلامنکو
در سال ۲۰۱۰، سیلویا دوران، رقصنده فلامنکو اسرائیلی، توسط پادشاه خوان کارلوس اول اسپانیا برای آموزش نسل پایکوبان فلامنکو در استودیوی خود در تل آویو ارج نهاده شد.